# Juliet Cuthbertová
Juliet Cuthbertová (* 9. dubna 1964 Saint Thomas, Jamajka) je jamajská atletka, která soutěžila hlavně ve sprintech (100 a 200 metrů).
Cuthbertová navštěvovala Morant Bay High School a později Olney High School ve Philadelphii a University of Texas v Austinu v Texasu.
Je také poslankyní parlamentní strany Jamajky za volební obvod St. Andrew West Rural, která porazila Národní strany lidu na všeobecných volbách Jamajky konaných 25. února 2016.